# لونغ دينغ
لونغ دينغ هو لاعب كرة قدم أمريكية صيني، ولد في 11 فبراير 1988 في تشينغداو في الصين.